# 2009年果敢爆炸事件
2009年果敢爆炸事件，是指在該年8月軍事衝突以後，在緬甸果敢老街發生的一系列爆炸事件。爆炸分別發生在2009年10月24日、12月4日、12月7日以及2010年2月16日，針對果敢臨管會主席白所成所開設的百勝賭場和市政府，造成數人死亡，數十人傷。果敢臨時管理委員會指爆炸案的幕後主使者為前特區主席彭家聲，彭在稍前的軍事衝突中落敗，喪失果敢政權。數月來發生的連續爆炸案嚴重地影響了老街的商業活動，更加降低了在八八事件後華人對果敢的投資信心。受此影響，果敢南方的佤邦聯合軍禁止在2010年的中國新年施放鞭炮慶祝。

## 另見
- 1989年勐古兵變
- 1992年果敢內戰
- 2009年果敢軍事衝突
- 2015年果敢軍事衝突
- 2023年果敢军事冲突